# Lucky Dube
Lucky Philip Dube (pronuncia-se “du-bê”) (Ermelo, 3 de agosto de 1964 - Rosettenville,  18 de outubro de 2007) foi um cantor de reggae sul-africano.
Gravou 22 álbuns em zulu, inglês e africâner em um período de vinte e cinco anos de carreira e foi o artista sul-africano que mais vendeu disco na história do reggae.
Dube foi assassinado em Rosettenville, subúrbio de Johannesburgo, na noite de 18 de outubro de 2007.

## Biografia

### Início da vida
Lucky Dube nasceu em Ermelo, anteriormente chamada de Eastern Transvaal, e agora de Mpumalanga, em 3 de agosto de 1964. Seus pais separam-se antes de seu nascimento e ele foi renegado pela sua mãe, Sarah, sua avó materna o batizou de Lucky (Sortudo em inglês), pois ela considera ele um nascimento de sorte. Juntamente com seus dois irmãos, Thandi e Patrick, Dube passou grande parte de sua infância com sua avó, enquanto sua mãe, mudou-se para trabalhar. Em 1999 uma entrevista, revelou que sua avó foi descrita como "o amor maior", e que "fez muitas coisas para tornar esta pessoa responsável que sou hoje."

### Início de sua carreira musical
Na infância, Dube trabalhou como jardineiro, mas, percebendo que ele não estava ganhando o suficiente para alimentar a sua família, ele começou a frequentar a escola. Lá ele juntou um coro e, com alguns amigos, formou seu primeiro conjunto musical, chamado The Band Air Route. Enquanto estava na escola, ele descobriu o movimento Rastafari. Na idade de 18 anos, Dube juntou seu primo a banda, O Love Brothers, tocando música pop conhecido como Zulu mbaqanga.

### Passando em reggae
Sobre o lançamento de seu quinto álbum, Mbaqanga, Dave Segal (que se tornou engenheiro de som de Dube) incentivou-o a largar o "Supersoul". Todos os álbuns foram gravados posteriores como Lucky Dube. Neste momento Dube começou a notar que os fãs estavam respondendo positivamente a algumas canções durante os concertos ao vivo. Inspirado em Jimmy Cliff e Peter Tosh, ele sentiu que o contexto sócio-político mensagens associadas com o reggae jamaicano foram relevantes para uma audiência em uma sociedade Sul-Africana racista.
Ele decidiu tentar o novo gênero musical e, em 1984, lançou o mini-álbum "Rastas Never Die". O registro vendeu pouco - cerca de 4.000 unidades - em comparação com as 30.000 unidades vendidas com o "mbaqanga". Keen para suprimir o activismo antiapartheid, o regime proibiu o álbum em 1985. No entanto, ele não foi desencorajado e continuou a realizar shows de reggae ao vivo e escreveu e produziu um segundo álbum, "Think About The Children (1985)". Atingiu disco de platina e estabeleceu-se como um artista popular na África do Sul, além de atrair a atenção fora da sua pátria.

### Comercial e de críticos de sucesso
Dube continuou a introdução comercialmente bem sucedida de álbuns. Em 1989 ele ganhou quatro Prêmios OKTV para Prisoner, Captured Live ganhou outra para o ano seguinte e ainda outras duas para a Câmara de exílio no ano seguinte. Seu álbum 1993, as vítimas mais de um milhão de cópias vendidas no mundo todo. Em 1995 ele ganhou um contrato com a Motown gravação mundial. Seu álbum Trindade foi o primeiro lançamento em Tabu Motown Records depois da aquisição do rótulo. 
Em 1996, ele lançou um álbum compilação, Serious Reggae Business, que levou com ele a ser chamado de "Best Selling Recording Artista Africano" no World Music Awards e do "Artista Internacional do Ano", no Gana Music Awards.  Seus próximos três álbuns cada venceu Sul Africano Music Awards. Seu mais recente álbum, Respeito, ganhou uma versão europeia através de um acordo com a Warner Music. Dube turnê internacional, a partilha de fases com artistas como Sinéad O'Connor, Peter Gabriel e Sting. Ele apareceu no 1991 Reggae Sunsplash (exclusivamente nesse ano, foi convidado para voltar ao palco 35 minutos um longo encore) e 2005 o evento Live 8, em Joanesburgo.
Além do desempenho música Dube foi outrora um ator, aparecendo nos filmes voz na escuridão, Getting Lucky e Lucky Strikes Back.

### Morte
Em 18 de outubro de 2007, Dube foi assassinado no subúrbio de Joanesburgo, em Rosettenville logo após ter largado dois dos seus sete filhos e seu tio em suas casas. Dube estava dirigindo seu Chrysler 300C, que os assaltantes perseguiram. Os relatórios da polícia sugerem que ele foi morto a tiros pelos carjackers. Cinco homens foram presos com ligação com o assassinato. Três homens foram julgados e considerados culpados, em 31 de março de 2009, dois dos homens tentaram fugir e foram capturados. Os homens foram condenados à prisão perpétua.
Ele deixou sua esposa, Zanele, e sete filhos.

## Discografia
- Rastas Never Die (1984)
- Think About The Children (1985)
- Slave (1987)
- Together As One (1988)
- Prisoner (1989)
- Captured Live (1990)
- House of Exile (1991,1992)
- Victims (1993)
- Trinity (1995)
- Serious Reggae Business (1996)
- Tax man (1997)
- The Way It Is (1999)
- The Rough Guide To Lucky Dube (compilation) (2001)
- Soul Taker (2001)
- The Other Side (2003)
- Respect (2006)